# Gaspard Monge
Gaspard Monge [vysl. gaspár monž], vévoda z Péluse (10. května 1746, Beaune – 28. července 1818, Paříž) byl francouzský přírodovědec, matematik a revoluční politik. Je považován za otce deskriptivní geometrie a je po něm pojmenováno Mongeovo promítání. Je také jedním ze 72 významných mužů, jejichž jméno je zapsáno na Eiffelově věži v Paříži.

## Život
Byl synem podomního obchodníka. Od roku 1765 byl profesorem matematiky a později i fyziky na dělostřeleckém učilišti v Lyonu. Za Francouzské revoluce se podílel na zavedení metrické soustavy a od roku 1792 byl ministrem námořnictva. V této funkci byl pověřen vykonáním rozsudku nad králem Ludvíkem XVI. Brzy však pro neshody mezi stranami odstoupil a stal se ředitelem francouzských zbrojovek. Napoleon ho pověřil organizací vědecké části v rámci Commission des sciences et des arts během válečné výpravy do Egypta. Monge se stal prvním předsedou Egyptského institutu. Po návratu do Francie ho Napoleon Bonaparte povýšil do šlechtického stavu. Monge se podílel na založení École normale supérieure a stal se jejím prvním ředitelem. Po restauraci roku 1815 byl všech funkcí zbaven a dožil v soukromí.

## Dílo
- Traité élémentaire de statique. Paris (8. vyd., 1848)
- Géométrie descriptive. Paris (7. vyd., 1847)
- Application de l'analyse à la géométrie. Paris (5. vyd., 1850)

## Ocenění

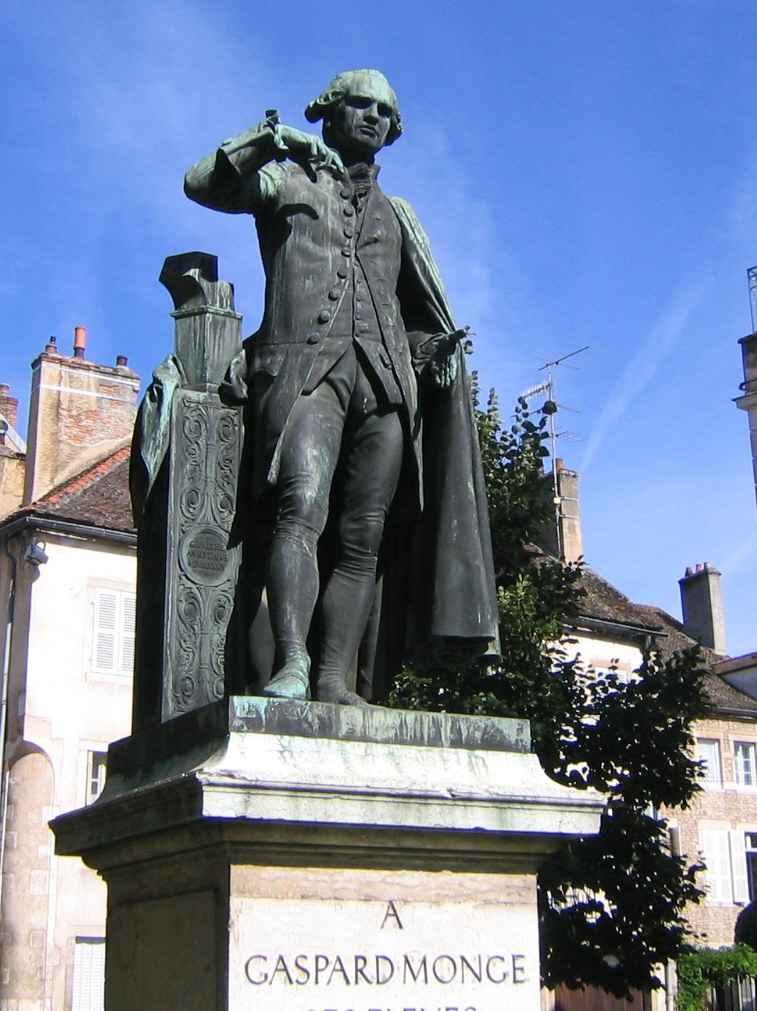
Socha Gasparda Monge v Beaune

- v rodném městě Beaune je od roku 1849 umístěna jeho socha
- jméno Monge je uvedeno na jihovýchodní straně Eiffelovy věže (72 jmen na Eiffelově věži)
- v roce 1998 byla vydána stříbrná pamětní mince v hodnotě 100 franků, hmotnost 22,2 g., průměr 37 mm, vydáno 3000 kusů

jeho jméno nese:
- Mongeovo promítání, Mongeův bod
- Mongeova věta
- kráter Monge na Měsíci
- asteroid (28766) Monge
- loď francouzského námořnictva Monge (A601)
- místa v Paříži: ulice v 5. Arrondissementu Rue Monge, a náměstí Place Monge se stanicí metra Place Monge.